# Gilbert Meyer
Gilbert Meyer   (Dessenheim, 26 de desembre de 1941 - Colmar, 21 de setembre de 2020) fou un polític alsacià. Fill d'agricultors, va practicar diversos esports i fins i tot fou àrbitre de bàsquet. El 1969 participà en la campanya presidencial de Georges Pompidou i amb el RPR fou escollit conseller general de l'Alt Rin (1982-1995) i conseller regional d'Alsàcia (1986-1992). El 1993 fou elegit diputat a l'Assemblea Nacional pel RPR per l'Alt Rin, càrrec que va perdre arran de les eleccions legislatives franceses de 2007.
Alhora, amb la RPR i després amb la UMP mantingué el càrrec d'alcalde de Colmar des de 1995 (era regidor des del 1989) i president de la Comunitat d'Aglomeració de Colmar.
| Precedit per: Edmond Gerrer | Alcalde de Colmar 1995 - | Succeït per: en el càrrec |